# مقاطعة هولمز (ميسيسيبي)
مقاطعة هولمز هي مقاطعة في مسيسيبي، بلغ عدد سكانها 19٬198  نسمة، في 2010، عاصمتها ليكسينغتون، تبلغ مساحتها 1٬979 كيلومتر مربع.

## الموقع
تشترك في الحدود مع:
- مقاطعة كارول.

## التقسيمات الإدارية
- ليكسينغتون.